# Charles Mighirian
Charles Mighirian, né le 4 octobre 1919 à Istanbul et mort le 2 décembre 2010, est un négociant et un responsable de club sportif français, d'origine arménienne.

## Biographie
Il crée l'entreprise Mighirian Frères, avec son frère Joseph en 1955 à Paris, spécialisée dans le négoce de fruits et légumes. Il est vice-président du Nîmes Olympique de 1966 à 1982.

## Olympique lyonnais
Il est président de l'Olympique lyonnais de 1983 à 1986, alors que le club évolue en Division 2 et succède à Raymond Ravet.

## Sport-boules
Il est quadruple champion de France de sport-boules (quadrette) 1968, 1969 1970 et 1980.